# Барбара Џордан
Барбара Џордан (енгл. Barbara Jordan; 2. април 1957, Милвоки) бивша је америчка тенисерка.

## Каријера
Највећи успех је остварила победом на Аустралијан Опену 1979. У четвртфиналу је победила фаворизовану Хану Мандликову, у полуфиналу је елиминисала трећу носитељку Ренату Томанову и у финалу четврту Шерон Волш.
Након ове победе није имала значајне резултате на другим гренд слем турнирима. У конкуренцији парова освојила је три турнира, први 1982. у Токију, други у Индијанаполису наредне године, и неколико дана касније у Хершију.
У мешовитом дублу освојила је Отворено првенство Француске 1983. са Елиотом Телтчером савладавши у финалном мечу Лесли Ален и Чарлса Строа 6:2, 6:3.
Њена млађа сестра Кети је освојила пет гренд слем титула у конкуренцији парова.

## Гренд слем финала

### Појединачно (1)
| Исход  | Година | Турнир                        | Подлога | Противница | Резултат |
| ------ | ------ | ----------------------------- | ------- | ---------- | -------- |
| Победа | 1979.  | Отворено првенство Аустралије | трава   | Шерон Волш | 6–3, 6–3 |